# Roger Norrington
Roger Arthur Carver Norrington (Oxford, 1934. március 16. – 2025. július 18.) angol karmester, a historikus előadások egyik első képviselője.

## Élete, munkássága
Apja Arthur Norrington könyvkiadó, professzor, az oxfordi Trinity College elnöke, anyja Edith Joyce Carver volt. Különböző iskolában tanult karmesterséget, éneklést és hegedűt, köztük a cambridge-i Clare College-ben, a torontói Royal Conservatory of Musicban és Adrian Boult alatt a londoni Royal College of Musicban.
Az 1960-as években énekesként és hegedűsként lépett fel, majd karmesterként is. 1962-ben Londonban megalapította a gyorsan híressé vált Schütz Kórust (vagy Heinrich Schütz Kórust), az egyik első együttest, mely a korai barokk zenéjére specializálódott. A kórussal számos újdonságszámba menő, úttörő szellemű koncertet adott, és számos felvételt készített. Az előadásaikat kezdetben a London Baroque Players, később a London Classical Players kísérte. A zenekar − ahogy a karmester érdeklődése egyre inkább kiterjedt a későbbi zenék felé − fokozatosan egyre nagyobb jelentőségre tett szert, a Schütz Kórus pedig gyakorlatilag megszűnt, bár alkalmi koncerteket ezután is adtak. A London Classical Players és karmesterük világhírnévre tett szert Beethoven szimfóniáinak olyan előadásaival, melyeket korhű hangszereken adtak elő. Felvételei díjakat nyertek az Egyesült Királyságban, Belgiumban, Németországban és az Egyesült Államokban. Természetesen más zeneszerzők műveiből is készített felvételeket, Haydn, Mozart és Beethoven mellett 19. századi műveket is, köztük Berlioztól, Webertől, Schuberttől, Schumanntól, Rossinitól és Brahmstól.
Norrington három oldalról közelített a zeneművek felé. Először is visszatért a forrásokhoz, lehetőség szerint eredeti partitúrákat tanulmányozott, hogy megtalálja a zeneszerző eredeti szándékait, előadásain pedig korhű hangszereket használt. Beethoven szimfóniái kapcsán például a szerző eredeti metronómjelzéseit használta, amit pedig mások nem vettek figyelembe, mondván: Beethoven metronómja hibás volt. A második elemként lefejtette a művekről az idők során felhalmozódott stíluselemeket: eltekintett a vibrato használatáról és módosította a zenekar méretét és ülésrendjét. Harmadszor, más historikus előadókkal szemben – a legelső évek kivételével – nem korlátozta tevékenységét a barokk vagy a klasszikus korszakra, Mahlert is vezényelt, mi több, kortárs művek ősbemutatóit is vezette, és lemezfelvételeket készített.
Előadásait nem ritkán ellentmondásosan (is) fogadták, mégis keresett vendégkarmestere volt a legnívósabb szimfonikus zenekaroknak, rendszeresen dolgozott berlini, bécsi, lipcsei, salzburgi, amszterdami, párizsi, New York-i, San Franciscó-i, Los Angeles-i és londoni zenekarokkal. 1985 és 1989 között vezető karmestere volt a Bournemouth Sinfonietta együttesnek, 1990-től 1994-ig a New York-i St Luke’s Zenekarának, 1998-ban a Stuttgarti Rádió Szimfonikus Zenekarának és a Camerata Salzburgnak, és folyamatos kapcsolatban volt a London Classical Players munkáját folytató Felvilágosodás Korának Zenekarával, valamint a Philharmonia Zenekarral. 2006-ban a bostoni Händel és Haydn Társaság művészeti tanácsadója lett. 
Sikeres volt operakarmesterként is, 1973-ban debütált az Angol Nemzeti Operában Mozart Figaro házassága című művével. Tizenöt évig volt a Kenti Opera zeneigazgatója, ahol mintegy negyven operából több mint 400 előadást vezényelt. Számos operaházban volt vendégkarmester, például a londoni Covent Gardenben, az Angol Nemzeti Operaházban, a Milánói Scalában, a velencei La Fenicében, a firenzei Maggio Musicaléban, a bécsi Staatsoperben.
Lemezfelvételeinek sora a Schütz Kórussal 1968-ban indult (A Baroque Christmas). Felvételeinek sora több mint 150 tételt tartalmaz, amelyek között Beethoven szimfóniáinak több teljes ciklusa, valamint a Brahms-szimfóniák és Beethoven zongoraverseny-ciklusa is szerepel. Felvételei között szerepelnek még – a teljesség igénye nélkül – Bruckner, Händel, Berlioz, Vaughan Williams, Stravinsky, Mozart, Haydn, Schumann, Weber, Mahler és Nielsen művei is.
2021 végén bejelentette, hogy a november 18-án, a Royal Northern Sinfoniával és Susan Gritton szopránnal adott Haydn-koncertje után visszavonul a pódiumtól.
Élete során számos kitüntetést és elismerést kapott. 1980-ban a Brit Birodalom Rendjének tisztje, 1990-ben parancsnoka lett, 1997-ben pedig lovaggá ütötték. Ezen kívül az Olasz Köztársaság lovagja, a Royal College of Music Prince Consortja, a Royal Academy of Music professzora és tiszteletbeli tagja, a cambridge-i Clare College tiszteletbeli tagja, a Kenti Egyetem és a Yorki Egyetem tiszteletbeli doktora.
Második felesége Kay Lawrence koreográfus, egy fiuk van, Tom. Berkshire-ben élnek.

## Felvételei
Válogatás az AllMusic és a Discogs nyilvántartása alapján.
| Megjelenés | Tartalom                                                                 | Közreműködők | Kiadó          |
| ---------- | ------------------------------------------------------------------------ | --- | -------------- |
| 1968       | Schütz: A Baroque Christmas                                              | Heinrich Schütz Choir                                                                                           | London         |
| 1971       | Schütz: Historia Der Geburt Jesu Christi/The Christmas Story             | Ian Partridge, Heinrich Schütz Choir                                                                            | Argo           |
| 1973       | Bruckner: Mass In E Minor                                                | Schütz Choir of London, Philip Jones Wind Ensemble                                                              | Argo           |
| 1978       | Liszt: Concerti N.1 & 2 per Pianoforte e Orchestra                       | France Clidat, Orchestra della Residenza di La Haye                                                             | CGD Classics   |
| 1982       | Schütz: Madrigals & Cantatas                                             | Roger Norrington tenor, Thomas Hemsley bariton, Heinrich Schütz Choir of London, The Goldsborough Ensemble      | PRT            |
| 1987       | Beethoven: Symphonies Nos. 2 & 8                                         | The London Classical Players                                                                                    | EMI Classics   |
| 1990       | Beethoven: Piano Concerto 5; Choral Fantasy                              | Melvyn Tan, The Heinrich Schütz Choir of London, The London Classical Players                                   | EMI Digital    |
| 1994       | Haydn: London Symphonies 99 & 100                                        | The London Classical Players                                                                                    | EMI Classics   |
| 1996       | Brahms: Symphonien 3 & 4                                                 | The London Classical Players                                                                                    | EMI Classics   |
| 1997       | Händel: Water Music; Music for the Royal Fireworks                       | London Classical Players                                                                                        | Virgin Veritas |
| 1998       | Vaughan Williams: Symphony 3 'Pastoral'; Symphony 5                      | London Philharmonic Orchestra                                                                                   | Decca          |
| 1998       | Mozart: Die Zauberflöte                                                  | Dawn Upshaw, Beverly Hoch, Anthony Rolfe Johnson, Andreas Schmidt, Cornelius Hauptman, London Classical Players | Virgin         |
| 2001       | Stravinsky: Danses Concertantes; Mozart: Symphonie KV 551 „Jupiter”      | Camerata Academica Salzburg                                                                                     | Orfeo          |
| 2003       | Schubert: Symphonies Nos. 4, 5, 6 & 8                                    | London Classical Players                                                                                        | Virgin         |
| 2006       | Mahler: Symphony No. 4                                                   | Anu Komshi, Radio-Simphonieorchester Stuttgart des SWR                                                          | Hänssler       |
| 2008       | Tchaikovsky: Symphony No. 5; The Nutcracker Suite                        | Radio-Simphonieorchester Stuttgart des SWR                                                                      | Hänssler       |
| 2011       | Elgar: Enigma Variations; In the South; Introduction and Allegro         | Radio-Simphonieorchester Stuttgart des SWR                                                                      | Hänssler       |
| 2015       | Haydn: Paris Symphonies                                                  | Zurich Chamber Orchestra                                                                                        | Sony Classical |
| 2016       | Wolfgang Rihm: Two Other Movements; Abkehr; Schattenstück                | Christian Arming, SWR Stuttgart Radio Symphony Orchestra                                                        | SWR Music      |
| 2021       | Mozart: Violin Concertos, Vol. 1 - KV 216 & KV 218, Violin Sonata KV 304 | Francesca Dego, Francesca Leonardi, Royal Scottish National Orchestra                                           | Chandos        |
| 2022       | Bohuslav Martinu: Symphonies Nos. 5 & 6                                  | SWR Stuttgart Radio Symphony Orchestra                                                                          | SWR Music      |
| 2022       | Carl Nielsen: Symphonies Nos. 2 & 4                                      | SWR Stuttgart Radio Symphony Orchestra                                                                          | SWR Classic    |